# Candedo (Murça)
Candedo ist eine Gemeinde (Freguesia) im portugiesischen Kreis Murça. In ihr leben 821 Einwohner (Stand 19. April 2021).